# Konvention von Granada
Das Übereinkommen zum Schutz des architektonischen Erbes (Schweiz: Übereinkommen zum Schutz des baugeschichtlichen Erbes) vom 3. Oktober 1985, auch kurz Granada-Konvention (SEV-Nr. 121) genannt, gilt als eines der wichtigsten Abkommen des Europarats im Bereich der Erhaltung von Kulturgütern. Die Vertragspartner verpflichten sich darin unter anderem, zu verhindern, dass geschützte Güter verunstaltet, beschädigt oder vernichtet werden. Sie verpflichten sich des Weiteren, gegen schädliche Auswirkungen der Luftverschmutzung vorzugehen, aber auch dazu, die Berufe, die an der Erhaltung des baugeschichtlichen Erbes beteiligt sind, zu fördern. Die Konvention von Granada hat als Ziel, die Dringlichkeit einer gemeinsamen Politik, die es ermöglicht, das baugeschichtliche Erbe Europas zu erhalten und seine Bedeutung der Öffentlichkeit bewusst zu machen, und verankert den Gedanken des aktiven Denkmalschutzes auf internationaler Ebene.
Die Grundsätze der koordinierten europäischen Denkmalpflegepolitik werden damit zwischen den Vertragsparteien verfestigt.
Das Abkommen ist allgemein am 1. Dezember 1987 in Kraft getreten.

## Beitritte der deutschsprachigen Länder
- Deutschland hat das Abkommen am 3. Oktober 1985 gezeichnet, die Ratifikation wurde am 17. August 1987 vorgenommen. (Inkrafttreten für Deutschland am 1. Dezember 1987.)
- Liechtenstein hat das Abkommen am 3. Oktober 1985 gezeichnet. Die Ratifikation erfolgte am 11. Mai 1988. Die Konvention trat für Liechtenstein am 1. September 1988 in Kraft.
- Österreich hat die Konvention am 3. Oktober 1985 gezeichnet, sie aber bislang nicht ratifiziert. Im Übrigen hat sich Österreich die Anwendung von Artikel 4 lit. c, d der Konvention vorbehalten.
- Belgien: Ratifikation am 17. September 1992, Inkrafttreten 1. Januar 1993.
- Die Schweiz hat die Konvention am 27. März 1996 gezeichnet und am selben Tag ratifiziert. In Kraft trat sie für die Schweiz am 1. Juli 1996.